# Saint-Mesmin (Vendée)
Pour les articles homonymes, voir Saint-Mesmin.
Saint-Mesmin est une commune française située dans le département de la Vendée, en région Pays de la Loire.
Ses habitants sont appelés les Mesminois(es).

## Géographie

### Situation
Saint-Mesmin est située à l'est du département de la Vendée, proche de « la Gâtine » aux limites des Deux-Sèvres à 6 km de Cerizay au nord-est et à 8 km de Pouzauges à l'ouest.
Le territoire municipal de Saint-Mesmin s'étend sur 2 646 hectares dans le « Haut-Bocage » vendéen.
L'altitude allant de 142 mètres à 258 mètres sur le massif granitique de la commune, l'altitude moyenne est de 178 mètres,.
Les communes limitrophes sont Montravers, Cerizay et Saint-André-sur-Sèvre dans les Deux-Sèvres, et en Vendée, La Pommeraie-sur-Sèvre, Pouzauges et Montournais.
Selon le classement établi par l'INSEE en 1999, Saint-Mesmin est une commune rurale non polarisée, qui ne fait donc partie d’aucune aire urbaine, ni d’aucun espace urbain.

### Communes limitrophes
| La Pommeraie-sur-Sèvre (Sèvremont) | Montravers   | Cerizay               |
| Pouzauges                          | Saint-Mesmin | Saint-André-sur-Sèvre |
|                                    | Montournais  |                       |

### Climat
Pour des articles plus généraux, voir Climat des Pays de la Loire et Climat de la Vendée.
En 2010, le climat de la commune est de type climat océanique altéré, selon une étude du CNRS s'appuyant sur une série de données couvrant la période 1971-2000. En 2020, Météo-France publie une typologie des climats de la France métropolitaine dans laquelle la commune est exposée à un climat océanique et est dans une zone de transition entre les régions climatiques « Bretagne orientale et méridionale, Pays nantais, Vendée » et « Poitou-Charentes ». 
Pour la période 1971-2000, la température annuelle moyenne est de 11,4 °C, avec une amplitude thermique annuelle de 14,5 °C. Le cumul annuel moyen de précipitations est de 846 mm, avec 12,2 jours de précipitations en janvier et 7 jours en juillet. Pour la période 1991-2020, la température moyenne annuelle observée sur la station météorologique de Météo-France la plus proche, sur la commune de Cholet à 32 km à vol d'oiseau, est de 12,3 °C et le cumul annuel moyen de précipitations est de 772,5 mm,. Pour l'avenir, les paramètres climatiques de la commune estimés pour 2050 selon différents scénarios d'émission de gaz à effet de serre sont consultables sur un site dédié publié par Météo-France en novembre 2022.

## Urbanisme

### Typologie
Au 1er janvier 2024, Saint-Mesmin est catégorisée bourg rural, selon la nouvelle grille communale de densité à sept niveaux définie par l'Insee en 2022.
Elle est située hors unité urbaine. Par ailleurs la commune fait partie de l'aire d'attraction de Pouzauges, dont elle est une commune de la couronne,. Cette aire, qui regroupe 7 communes, est catégorisée dans les aires de moins de 50 000 habitants,.

### Occupation des sols
L'occupation des sols de la commune, telle qu'elle ressort de la base de données européenne d’occupation biophysique des sols Corine Land Cover (CLC), est marquée par l'importance des territoires agricoles (95,3 % en 2018), une proportion sensiblement équivalente à celle de 1990 (95,9 %). La répartition détaillée en 2018 est la suivante : 
zones agricoles hétérogènes (48 %), prairies (30,1 %), terres arables (17,2 %), zones urbanisées (3,4 %), forêts (1,3 %). L'évolution de l’occupation des sols de la commune et de ses infrastructures peut être observée sur les différentes représentations cartographiques du territoire : la carte de Cassini (XVIIIe siècle), la carte d'état-major (1820-1866) et les cartes ou photos aériennes de l'IGN pour la période actuelle (1950 à aujourd'hui).

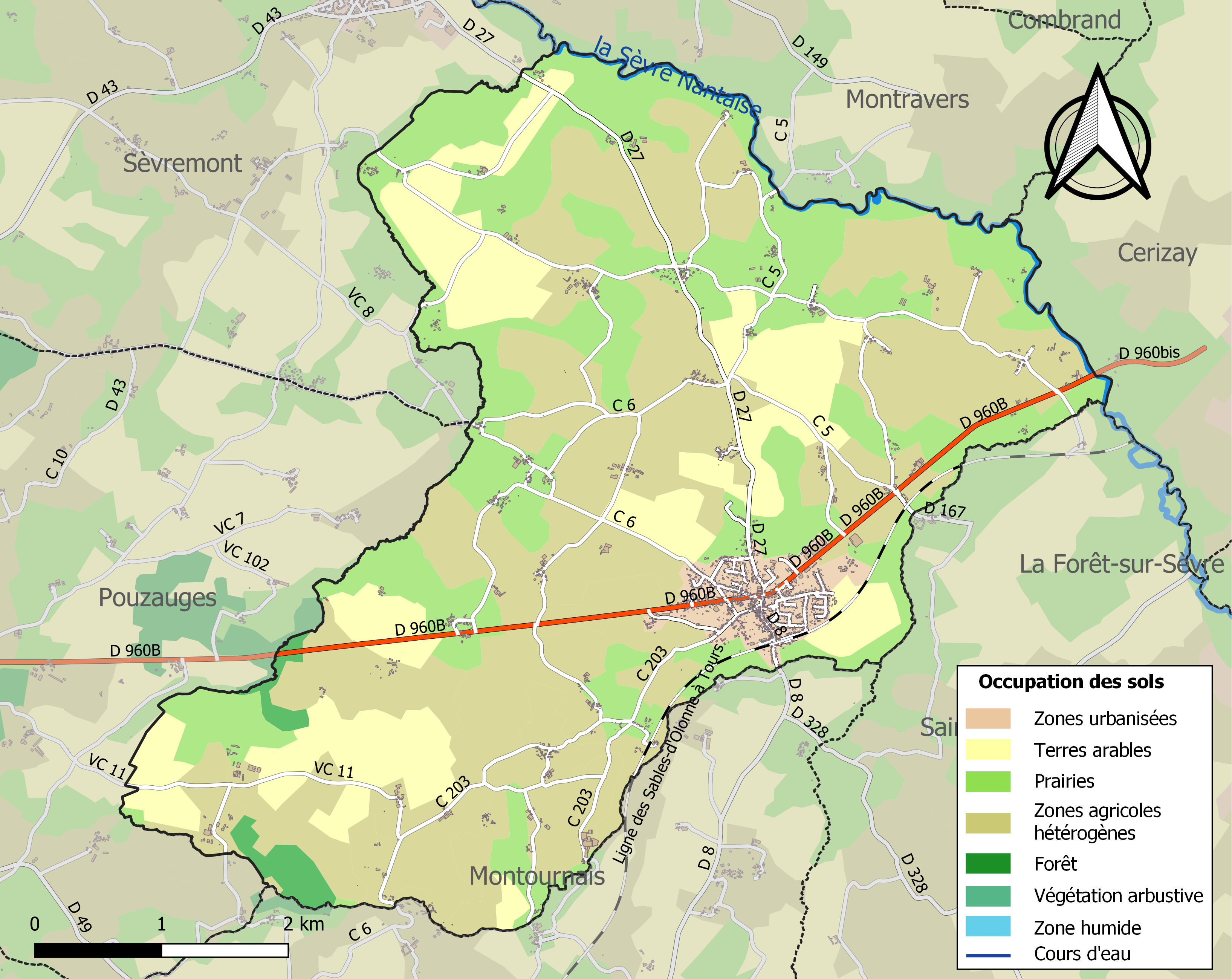
Carte des infrastructures et de l'occupation des sols de la commune en 2018 (CLC).

## Toponymie
Saint-Mesmin, du latin « Sancti Maximini » voire « Sanctus Maximinus », comme il apparaît sur les cartes anciennes.
L'église porte le nom de Saint-Maximin. Le nom serait lié à Saint-Maximin, originaire de Silly, village situé à 70 kilomètres au nord-est, vers Loudun dans la Vienne et qui fut, vers 341/342, le cinquième évêque de Trèves, ville située sur la Moselle en Rhénanie-Palatinat.
Durant la Révolution, la commune porte le nom de Beauvallon-sur-Sèvre.

## Histoire

### XIIesiècle
En 1179, apparaissent les noms des églises de Saint-Mesmin-le-Vieux « ecclesiam Sancti Maximini veteris » et de Saint-André-sur-Sèvre « ecclesiam Sancte Andree super separim » sur une liste parmi 127 autres églises, possessions confirmées dans une bulle pontificale du pape Alexandre III à destination de l'abbaye de Saint-Jouin-de-Marnes, du Diocèse de Poitiers.

### XIIIesiècle

#### La famille De Montfaucon est Seigneur de Saint-Mesmin et construit le château
Le 10 mai 1276, il est fait pour la première fois mention de la famille De Montfaucon comme seigneur de Saint-Mesmin « en la cour de Jean de Montefalconis, militis, domini Sancti Maximini » se traduisant par « en la cour de Jean de Montfaucon, chevalier, Seigneur de Saint-Mesmin ».
Les armes de la famille de Montfaucon sont « Vert au lion d'or » vraisemblablement à cette date, puis « De sinople au lion d'or » à partir de l'apparition du sinople après le milieu du XIVe siècle.
La construction du château se situe au milieu du XIIIe siècle ; bien que le château n'ait pas de traits architecturaux de cette époque, les prélèvements archéologiques effectués sur les fondations s'apparentent au XIIIe siècle.

### XIVesiècle

#### La guerre de Cent Ans
En 1360, au début du siècle de conflit entre les Plantagenêts et les Capétiens, pendant la guerre de Cent Ans qui opposa les Anglais et les Français, Jehan de Montfaucon, le 20 mars, est dit chevalier et seigneur de la terre de Saint-Mesmin, et de la Fosse, dans la commune de Mouilleron-en-Pareds, bailliage de Vouvant et Mervent.

#### Ordonnance royale du 19 juillet 1367
Une ordonnance royale du 19 juillet 1367 prescrit de fortifier les places fortes du Poitou.
Le château, dont la construction se situe au milieu du XIIIe siècle, s'élève véritablement sur cette place forte à consolider.
Fortification pour la guerre, mais aussi dans le but de repousser les mercenaires désœuvrés qui, en période de paix, se livrent au pillage dans les campagnes, violant et colportant des maladies en bandes organisées, attendant d'être au service d'une armée d'un roi qui reprendrait le conflit. Cinq souterrains refuges ont été inventoriés aux lieux-dits : Purchain, Montboisé, l'Audrière, la Grossière, la Limouzinière.
En 1370, Pierre de Montfaulcon, chevalier, épouse Jeanne de Bazoges ; leur fille, Ide, est l'épouse de Guillaume II d'Appelvoisin, chevalier de l'ordre du Tiercelet, seigneur d'Appelvoisin (Saint-Paul-en-Gâtine, 79) et du Bois Chapeleau (La Chapelle-Thireuil, 79) qui servit en 1385 dans la compagnie de Guillaume L'Archevêque, sire de Parthenay.
À la suite de l'ordonnance de 1367, Pierre De Montfaucon aurait entrepris d'importants travaux de fortification du château de Saint-Mesmin, entre 1372 et 1375.

### XVIesiècle
En 1513 - Famille Du Plessis de la Bourgognière. Louise de Montfaucon, fille de Jacques De Montfaucon et de Marie de Feschal, se marie à Charles Du Plessis de la Bourgognière.
En 1575 - Famille De Vaudrey de Saint-Phal. La seigneurie passe par mariage dans la famille De Vaudrey de Saint-Phal, qui le conservera jusqu'en 1650.

### XVIIesiècle
En 1650 - Famille Petit de la Guierche. Le 7 mars 1650, Gilbert Petit, chevalier, conseiller du roi, acquiert la terre Saint-Mesmin auprès de Georges de Vaudrey de Saint-Phal.

### XVIIIesiècle

#### La famille Petit de la Guierche fait de Saint-Mesmin un Marquisat
En 1705, Hardy Petit de la Guierche est, sans aucun doute, à l'origine du marquisat du château.
Alexis-Henry Petit est l'unique enfant de Marie et Hardy Petit. En 1717, dans une procuration d'hommage qu'il fait à la Chambre des Comptes de Paris, il déclare posséder le marquisat de Saint-Mesmin.
En 1755 - Famille De Vasselot. Alexis-Françoise Petit épouse Messire Jacques-René-François-Marie de Vasselot, chevalier et seigneur, marquis d'Anne-Marie.

#### Révolution française, Guerre de Vendée

##### Passage des Colonnes Infernales de la seconde division à Saint-Mesmin
Au cours de la guerre de Vendée, un courrier de Parthenay annonce que l'ennemi, les républicains qui sont surnommés les bleus, cerne la Chataîgneraie ; l'armée de la révolution s'est emparé de Réaumur, Montournay, Mouilleron, Chavaigne, Tillais et Saint-Mesmin.
La 2e division est commandée par Grignon, son second Lachenay en commande la quatrième colonne, partant de Bressuire pour arriver les 26 et 27 janvier 1794.
Après la destruction de Saint-André-sur-Sèvre le 26 janvier 1794, pendant la nuit, les patriotes de Saint-Mesmin apprennent que Lachenay a l'intention de faire massacrer tous les habitants de la commune à cinq heures du matin le 27 janvier. Cependant grâce à la prise de conscience de certains soldats de la colonne, les habitants parviennent à s'enfuir, seul un couple de personnes âgées et leur domestique sont sabrés.

##### Incendie du château
Le 27 janvier 1794, un détachement des Colonnes Infernales sous les ordres de Brisset, incendia le château, seule une vieille demoiselle de Vasselot qui l'occupait pendant la Révolution est tuée. L'armée de la révolution se dirige ensuite vers Pouzauges.

##### En 1796, Combat entre les Armées Républicaines et les Vendéens.
Le 20 février 1796, un combat entre les armées républicaines et les vendéens a de nouveau lieu à Saint-Mesmin et au château de Saint-Mesmin.Une quarantaine de Vendéens avec à leur tête Louis Péault, sergent, garde-chasse du marquisat de Saint-Mesmin, attaquent un détachement républicain comprenant 250 hommes commandés par l'adjudant général Cortez. À la suite d'une contre-attaque, Cortez tente d'encercler les Vendéens qui se replient vers le château de Saint-Mesmin où ils s'enferment pour résister.
Du 21 au 24 février, les assauts des troupes républicaines sont sans résultats probants. Mais par manque de vivres, les Vendéens acceptent de se rendre. On leur promet la vie sauve. La quarantaine de Vendéens est emmenée à la Châtaigneraie où le chef d'état-major ordonne à Bonnaire, de réunir un conseil militaire pour les juger et les fusiller, malgré la promesse de vie sauve qui leur avait été faite.
Fort heureusement, le général Hoche, commandant en chef des troupes de l'Ouest, prévenu de l'incident, exigea et obtint de ses subordonnés le respect des clauses de la capitulation. Les Vendéens furent alors dirigés vers Fontenay-le-Comte, puis vers Noirmoutier où ils restèrent jusqu'à la fin de la guerre.

## Héraldique
| Blason | Blasonnement : De sinople au lion d'or, au chef bastillé du même chargé d'un rencontre de bœuf de sable, accosté de deux marrons du même dans leurs bogues de sinople, feuillés du même. |

## Lieux et monuments
- Le château de Saint-Mesmin, (situé sur la commune de Saint-André-sur-Sèvre) est une ancienne forteresse médiévale du XIIIe siècle munie d'un donjon de 28 mètres de haut construit au XVe siècle. Le château est ouvert au public l'été et des animations médiévales y sont organisées.
- L'église Saint-Maximin
- La mairie
- La gare de Saint-Mesmin-le-Vieux (démolie en 2018)
- Le plan d'eau des Morineaux

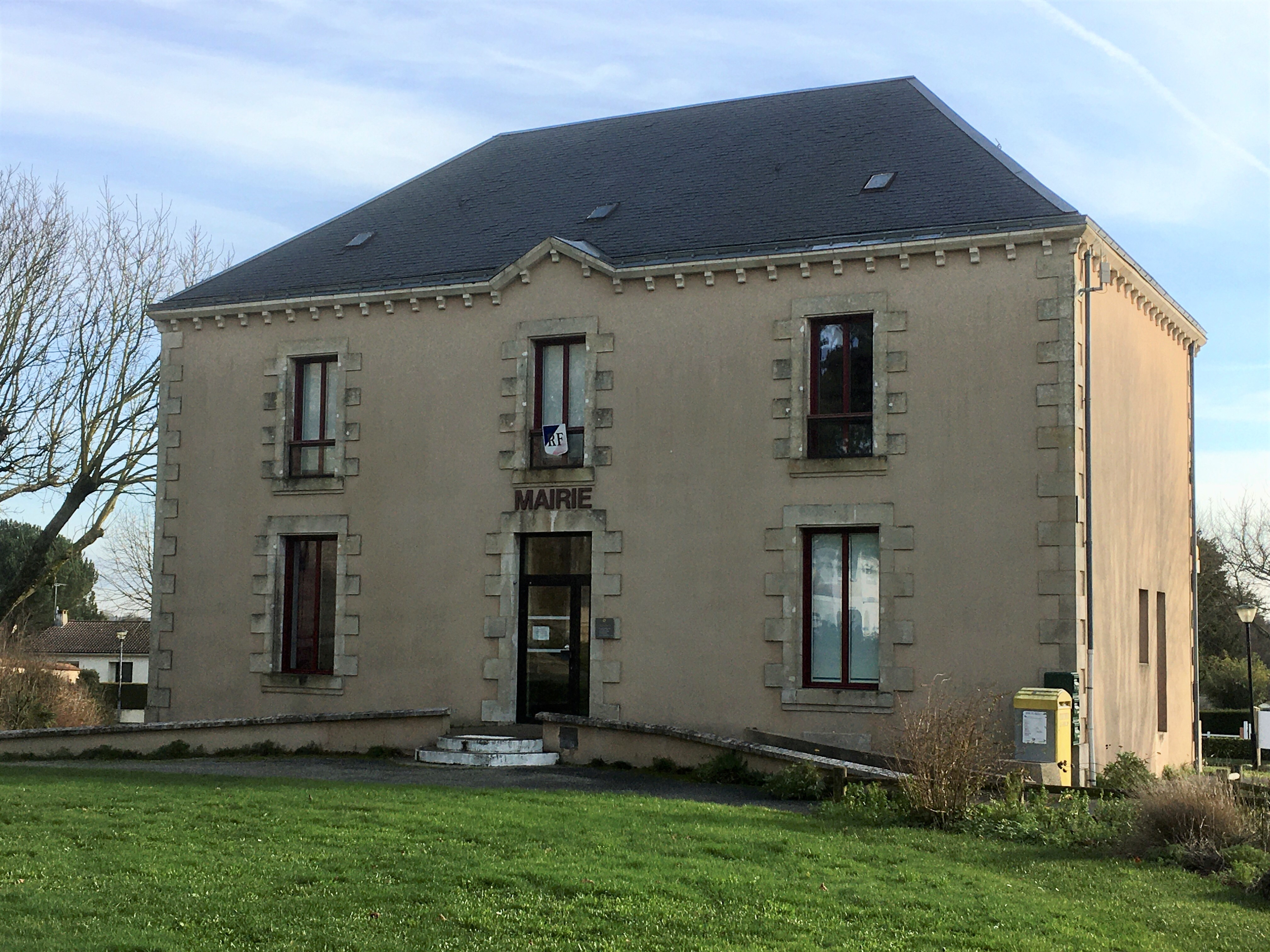
Mairie.
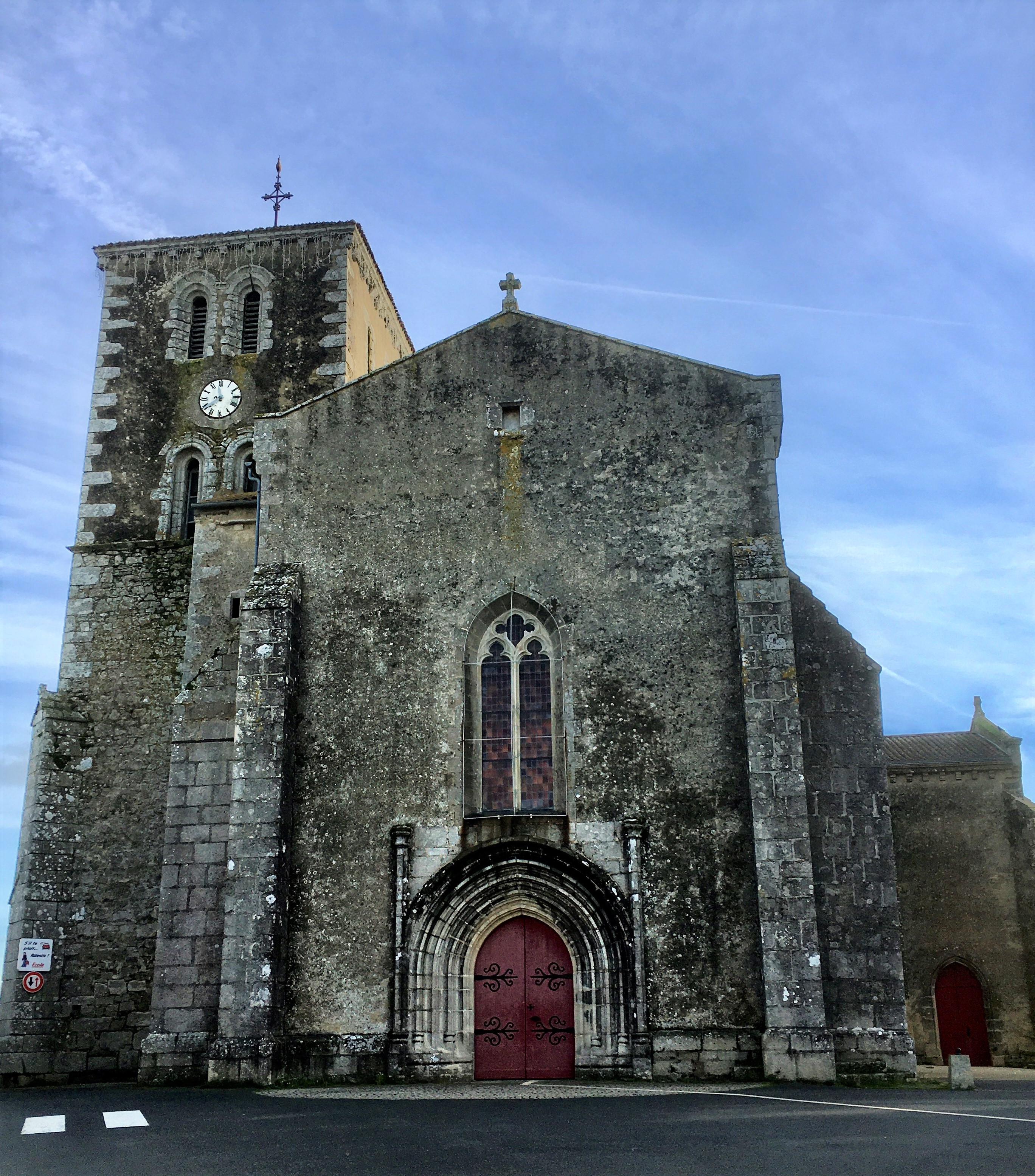
Église.
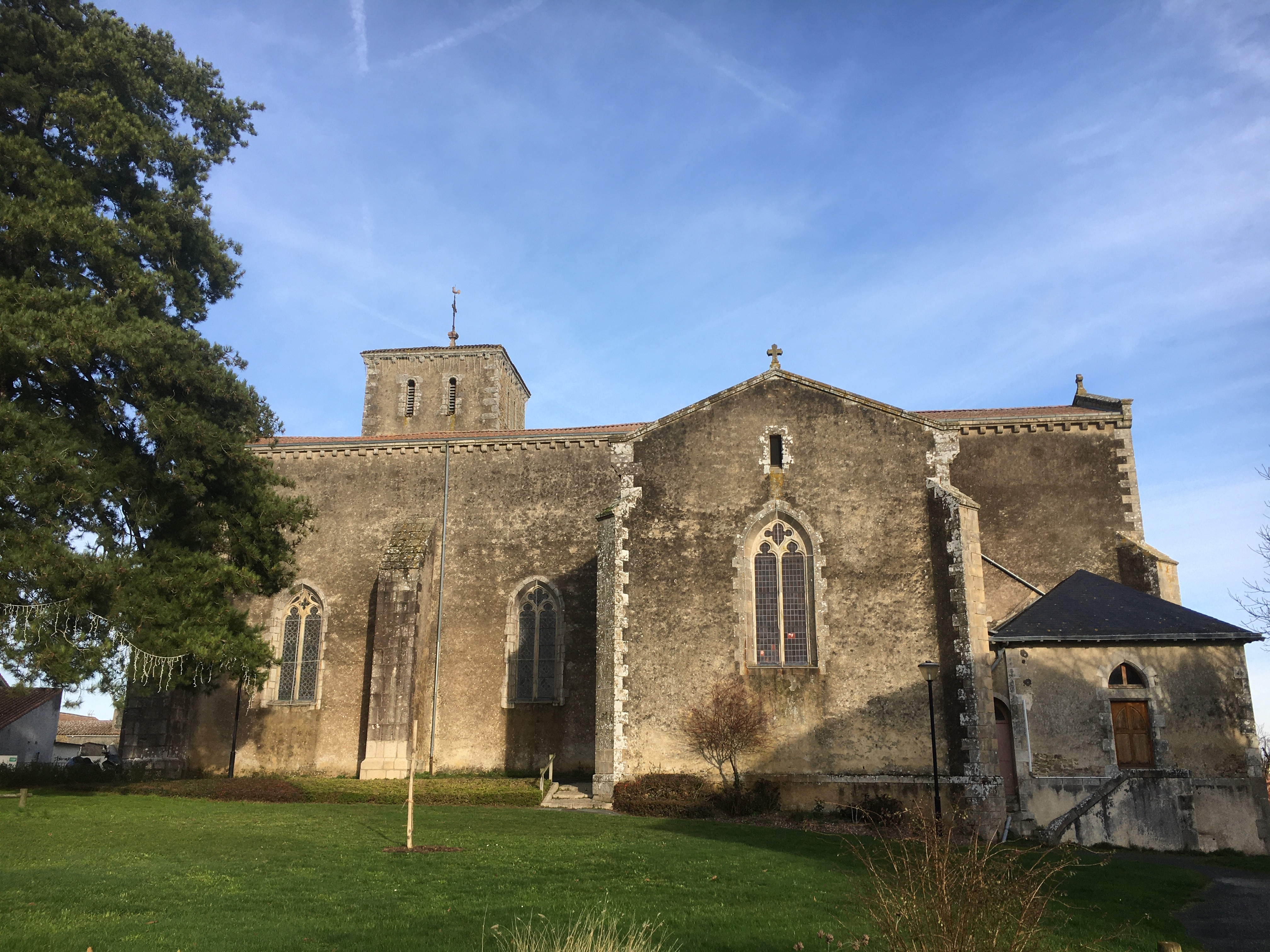
Église vue depuis la mairie.
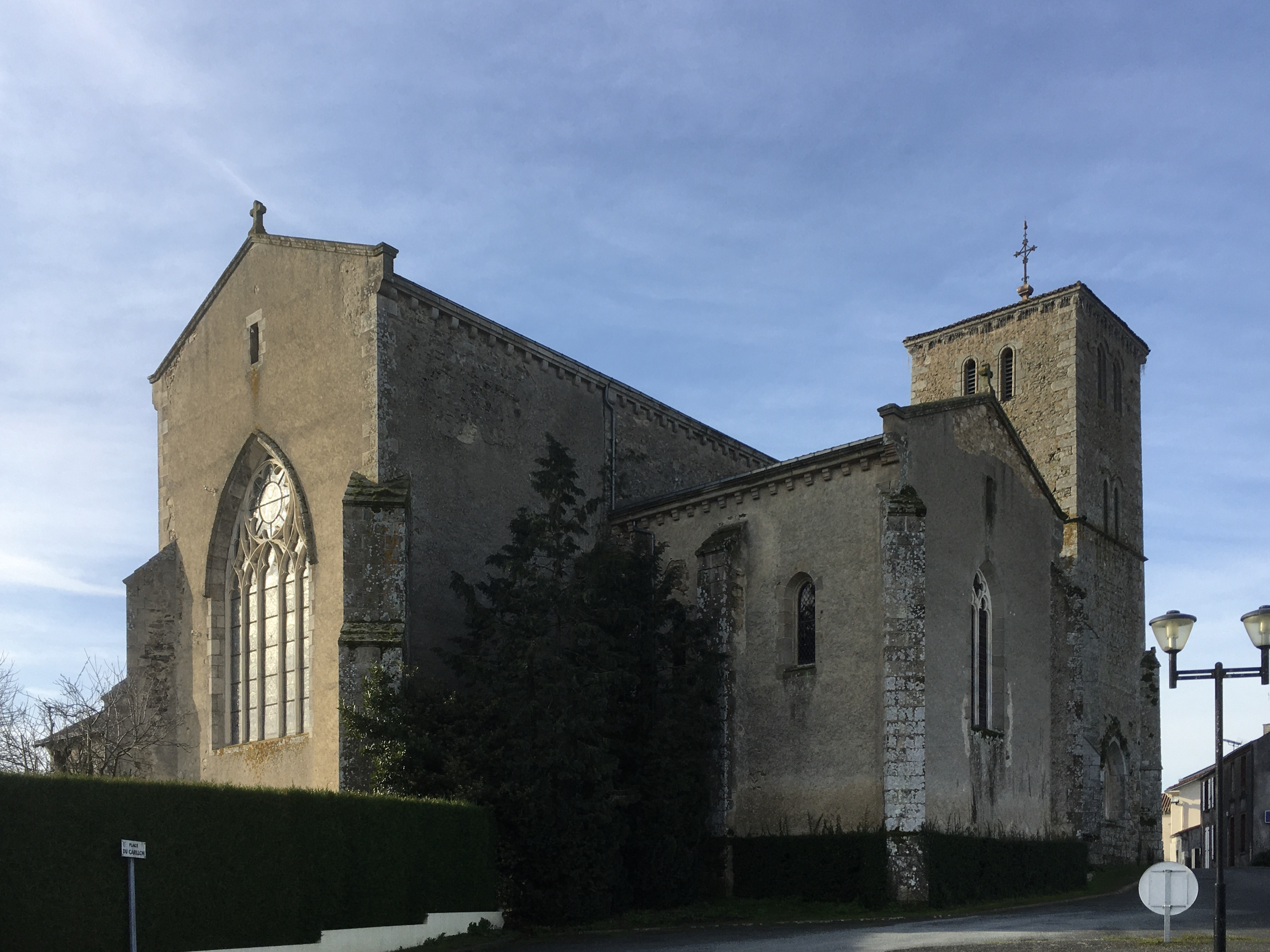
Église vue depuis le parking.
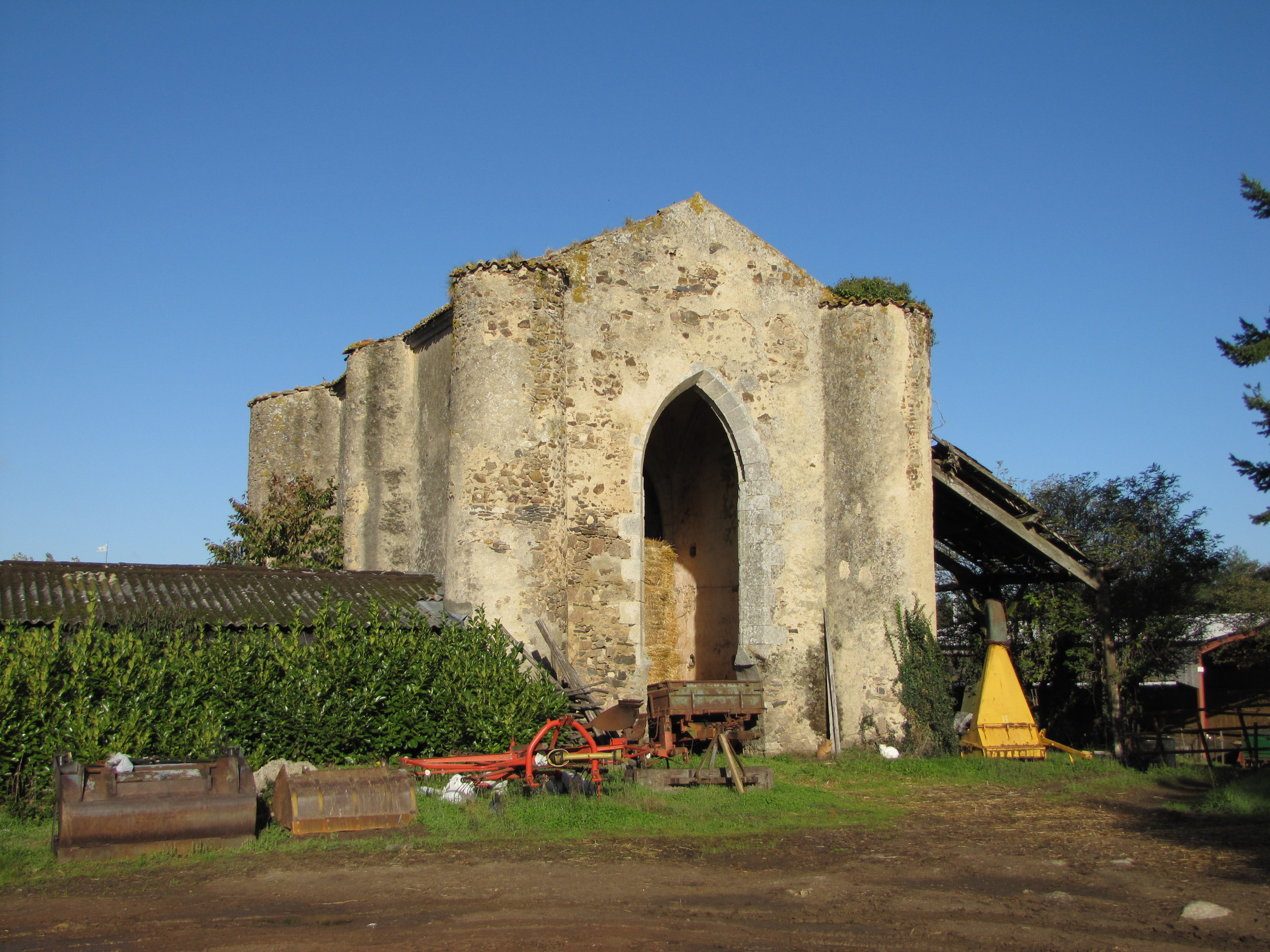
Chapelle de l'Audrière.
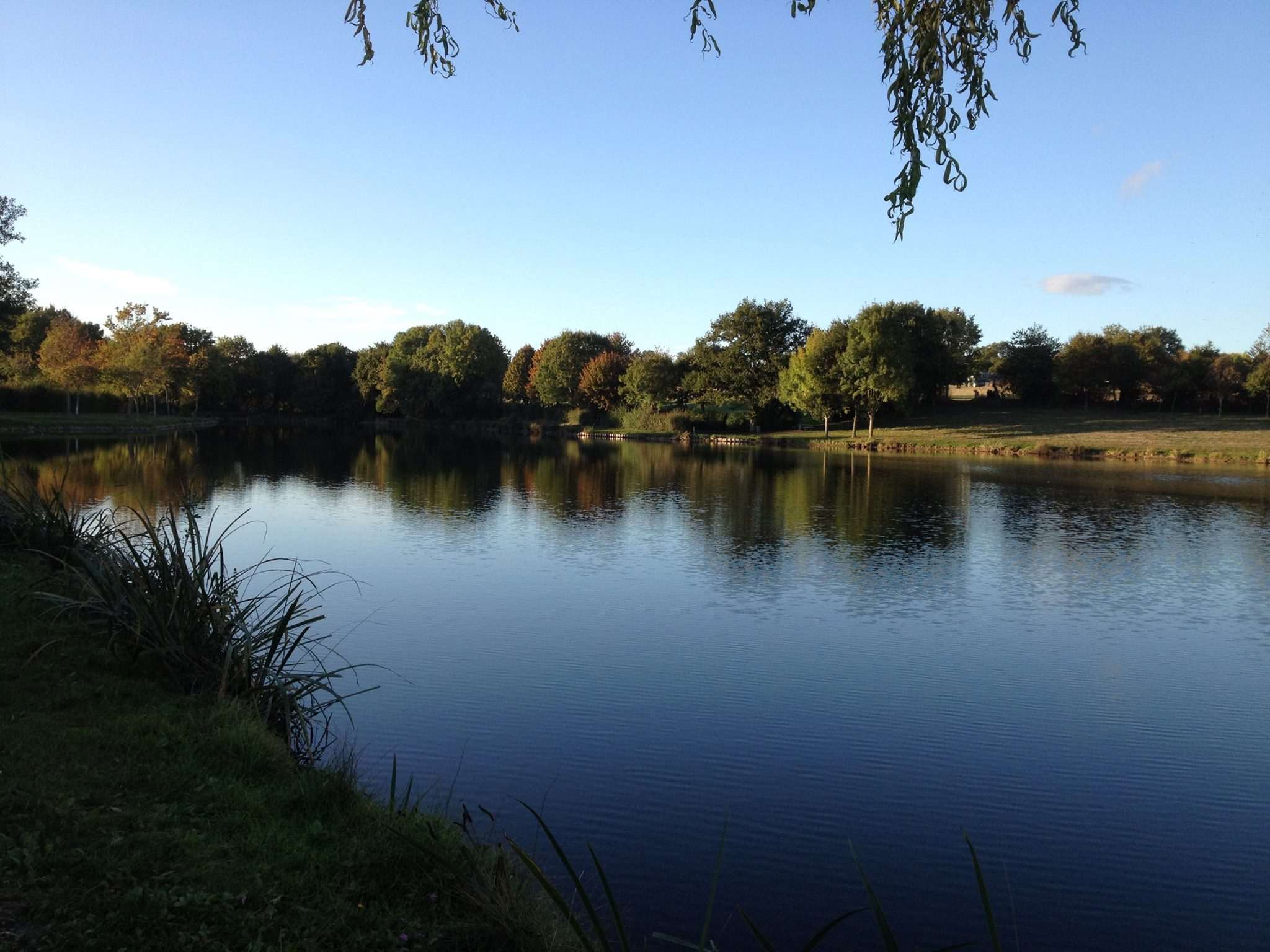
Les Morineaux.
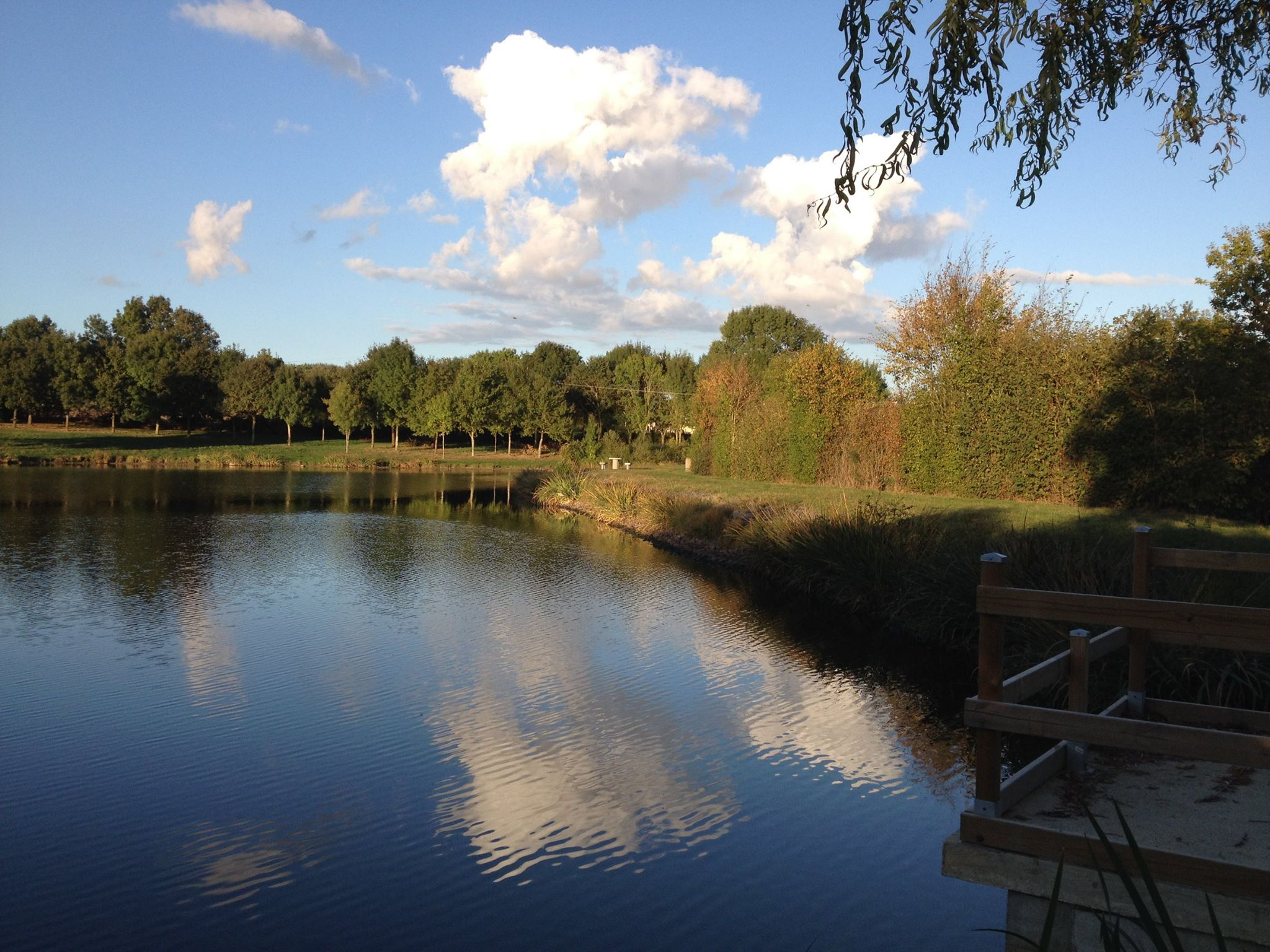
Les Morineaux.
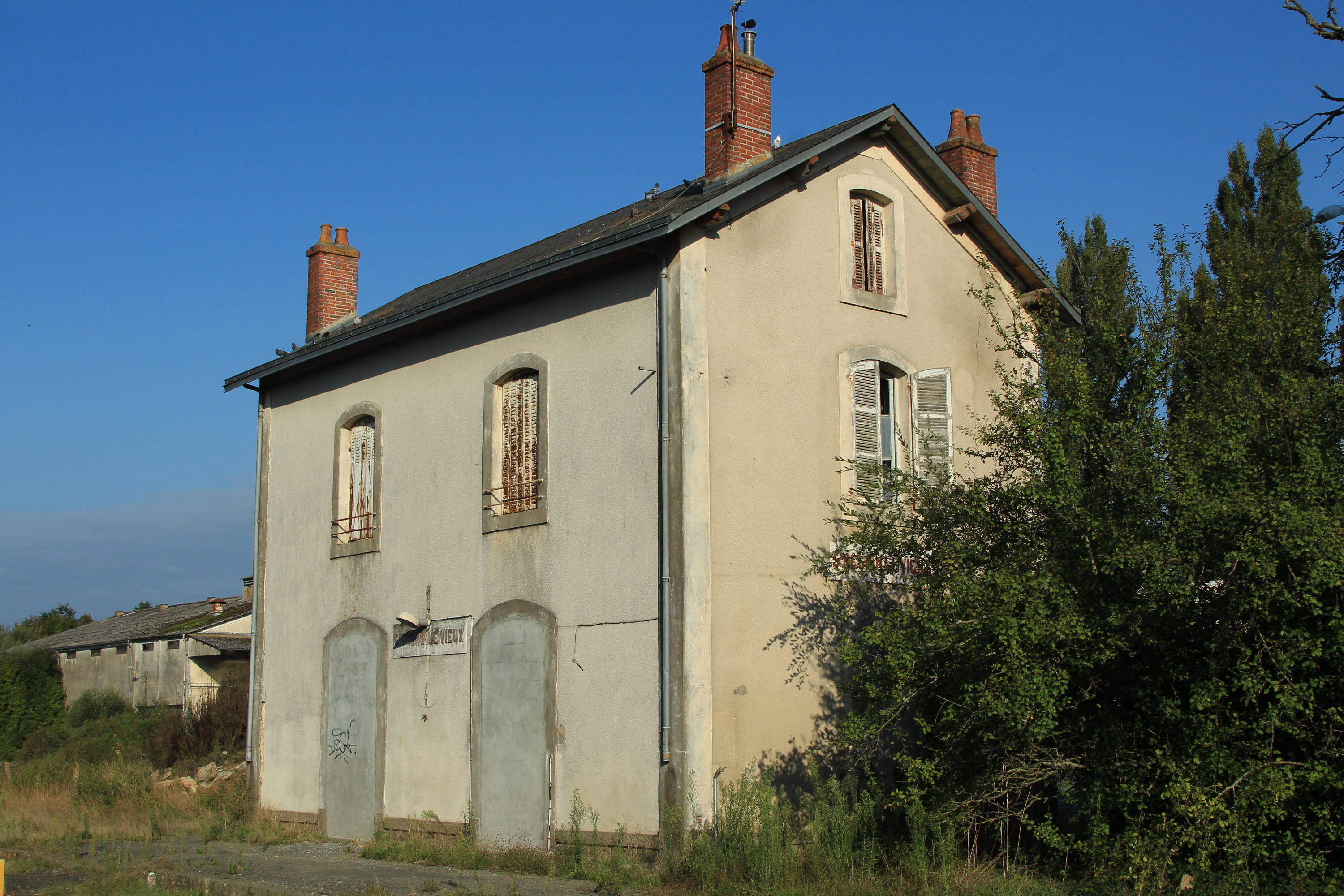
La gare avant sa destruction.

## Personnalités liées à la commune
- Joseph Amand de Vasselot (1762 - 1796), officier de marine lors de la Guerre d'Indépendance américaine, commandant en second de la Garde Nationale de  Chatellerault, général vendéen[17].
- Emile Boismoreau (1879-1929) médecin de la commune de 1905 à 1929, a écrit plusieurs ouvrages sur le bocage vendéen, ses traditions, ses souterrains.
- Georges Simenon vécut en 1942 et 1943 à Saint-Mesmin (avenue des Monts).
- Robert Durand (Cf. bibliographie), né le 6 février 1936 à La Chaignais, commune de Saint-Mesmin, a été, de 1967 à 1998, professeur d'histoire médiévale à l'université de Nantes.
- Jamy Gourmaud, journaliste et animateur de télévision, a vécu sa petite enfance à Saint-Mesmin[18].

## Économie
- Vins Rémy Liboureau.
- Usine Procar (aménagement de véhicules spéciaux).
- Dronneau Entreprise (charpente couverture menuiseries).

## Population et société

### Démographie

#### Évolution démographique
L'évolution du nombre d'habitants est connue à travers les recensements de la population effectués dans la commune depuis 1793. Pour les communes de moins de 10 000 habitants, une enquête de recensement portant sur toute la population est réalisée tous les cinq ans, les populations de référence des années intermédiaires étant quant à elles estimées par interpolation ou extrapolation. Pour la commune, le premier recensement exhaustif entrant dans le cadre du nouveau dispositif a été réalisé en 2005.

En 2022, la commune comptait 1 771 habitants, en évolution de +0,91 % par rapport à 2016 (Vendée : +5,33 %, France hors Mayotte : +2,11 %).
| 1793  | 1800 | 1806  | 1821  | 1831  | 1836  | 1841  | 1846  | 1851  |
| ----- | ---- | ----- | ----- | ----- | ----- | ----- | ----- | ----- |
| 1 100 | 592  | 1 154 | 1 213 | 1 220 | 1 178 | 1 196 | 1 343 | 1 313 |

| 1856  | 1861  | 1866  | 1872  | 1876  | 1881  | 1886  | 1891  | 1896  |
| ----- | ----- | ----- | ----- | ----- | ----- | ----- | ----- | ----- |
| 1 323 | 1 360 | 1 403 | 1 538 | 1 634 | 1 722 | 1 856 | 1 890 | 1 872 |

| 1901  | 1906  | 1911  | 1921  | 1926  | 1931  | 1936  | 1946  | 1954  |
| ----- | ----- | ----- | ----- | ----- | ----- | ----- | ----- | ----- |
| 1 879 | 1 902 | 1 832 | 1 664 | 1 645 | 1 650 | 1 662 | 1 577 | 1 583 |

| 1962  | 1968  | 1975  | 1982  | 1990  | 1999  | 2005  | 2006  | 2010  |
| ----- | ----- | ----- | ----- | ----- | ----- | ----- | ----- | ----- |
| 1 612 | 1 636 | 1 628 | 1 682 | 1 811 | 1 747 | 1 845 | 1 858 | 1 788 |

| 2015  | 2020  | 2022  | - | - | - | - | - | - |
| ----- | ----- | ----- | - | - | - | - | - | - |
| 1 752 | 1 750 | 1 771 | - | - | - | - | - | - |

#### Pyramide des âges
En 2018, le taux de personnes d'un âge inférieur à 30 ans s'élève à 28,3 %, soit en dessous de la moyenne départementale (31,6 %). À l'inverse, le taux de personnes d'âge supérieur à 60 ans est de 32,3 % la même année, alors qu'il est de 31,0 % au niveau départemental.
En 2018, la commune comptait 889 hommes pour 872 femmes, soit un taux de 50,48 % d'hommes, légèrement supérieur au taux départemental (48,84 %).
Les pyramides des âges de la commune et du département s'établissent comme suit.
| Hommes | Classe d’âge | Femmes |
| ------ | ------------ | ------ |
| 1,0    | 90 ou +      | 1,8    |
| 9,3    | 75-89 ans    | 12,3   |
| 20,3   | 60-74 ans    | 19,9   |
| 24,0   | 45-59 ans    | 23,0   |
| 17,1   | 30-44 ans    | 14,8   |
| 12,1   | 15-29 ans    | 11,0   |
| 16,2   | 0-14 ans     | 17,2   |

| Hommes | Classe d’âge | Femmes |
| ------ | ------------ | ------ |
| 0,8    | 90 ou +      | 2,2    |
| 8,7    | 75-89 ans    | 11,1   |
| 20,3   | 60-74 ans    | 21,3   |
| 20     | 45-59 ans    | 19,4   |
| 17,5   | 30-44 ans    | 16,8   |
| 15     | 15-29 ans    | 13,2   |
| 17,7   | 0-14 ans     | 16,1   |